# 海天号防护巡洋舰
海天号防护巡洋舰是清朝末期订购的一艘防护巡洋舰，为海天級防護巡洋艦（或称海圻级）首舰。本舰为清朝在甲午战争后重建海军时期拥有的大型军舰之一，然并未来得及发挥太多作用，便在日俄战争之初触礁沉没。
本舰舰名在西方著作中多按当时的拼音写作Hai Tien。

## 设计和概述
本舰由英国设计师菲利浦·瓦茨在阿根廷巡洋舰布宜诺斯艾利斯号防护巡洋舰的基础上进行设计。本舰全长129.2米、宽14.26米，最大吃水5.91米。舰上安装4座圆形锅炉，为4台霍索恩-莱斯利复合蒸汽机提供动力，总出力达17,000匹馬力（13,000千瓦特）。

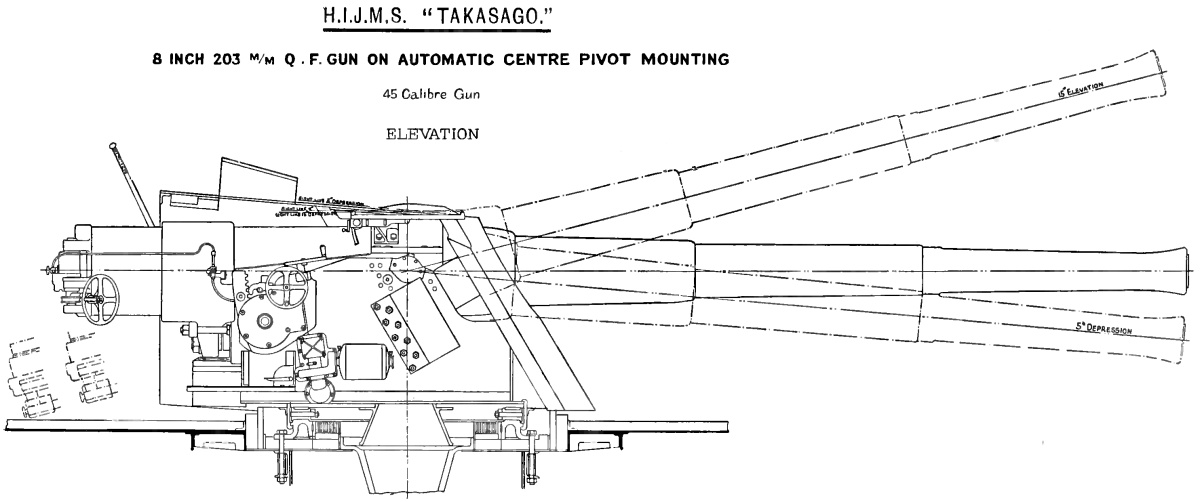
阿姆斯特朗45倍徑203毫米炮（與海天級同型）

武器方面，本舰拥有着晚清海军首屈一指的火力。主炮与布宜诺斯艾利斯号相同，为两门阿姆斯特朗45倍径8英寸（203.2）单装速射炮，分别布置在舰体前后中轴线上。副炮稍弱于布宜诺斯艾利斯号，统一采用阿姆斯特朗45倍径4.7英寸（119.4）单装速射炮。
轻型火力则包括哈乞开斯炮47毫米速射炮12门，马克沁1磅炮4门，8毫米马克沁机枪6挺。另有18英寸（457）鱼雷发射管5具。本舰服役后，清军又为本舰配备了毛瑟枪和刀斧若干。
防护方面，装甲甲板倾斜部分为3—5英寸（76.2—127.0），水平部分1.5英寸（38）。炮座为4.5英寸（114.3），弹药输送管道4英寸（101.6），司令塔则为6英寸（152.4）。

## 舰历

半沉没状态的海天号，1904年

1895年甲午战争刚结束不久，清政府就开始了海军重建计划。1896年10月中旬，清廷与英国阿姆斯特朗公司签订了购买两艘大型防护巡洋舰的合同，单价33万6659英镑。1897年2月16日，埃尔斯维克船厂开始动工兴建本舰，比姊妹舰海圻号晚开始了数个月。但埃尔斯维克船厂的技术更为熟练，故此本舰反而提前了一些，在1897年11月25日下水。1899年3月28日建成。1899年6月8日，海天号返回国内，编入重新组建的北洋水师。原广丙号管带程璧光出任海天号首任管带。
1900年，庚子事变爆发，八国联军出兵进行干涉。局势动荡之时，海天号、海圻号两舰驻扎在山东庙岛、烟台一带，尚未与列强海军直接发生冲突。同年3月，袁世凯出任山东巡抚，为保存军舰，他不经中央批准而是自行作出决定，要求北洋舰队南下上海暂避。其后海天号带领各舰避往长江，在江阴要塞附近逗留了大概一年时间。
1904年日俄战争爆发，清朝宣布中立。清政府同时向东北运送军队，以防范两国越过清朝指定的“交战区”进行作战。同年4月25日凌晨，海天号搭载着上海江南机器局的军火准备北上，当天在长江口外因为大雾而停船。突然雾中一艘民船快速驶近，海天号试图进行躲避，结果在鼎星岛附近触礁。事故导致3人丧生。中方连续数月进行抢救，像是用抽水機排水，使軍艦減重上浮，但效果甚微，最後仍无法让海天号脱困，後又聯繫一家有打撈鐵甲艦經歷的丹麥公司幫助打撈，但他們也是束手無策。忙碌了将近一年依旧以失败告终，只好在1906年初放弃了打捞的想法。海天号的主副火炮均被拆卸下来，改装到吴淞炮台上继续使用。